# Liste der Außenminister der Demokratischen Republik Kongo
Der Außenminister der Demokratischen Republik Kongo (1960–71 als Republik Kongo und 1971–97 als Republik Zaire bekannt) ist ein Regierungsminister, der für das Außenministerium der Demokratischen Republik Kongo zuständig, welches wiederum verantwortlich für die Führung der Außenbeziehungen des Landes ist. 
Das folgende Liste ist eine Liste der Außenminister der Demokratischen Republik Kongo seit ihrer Gründung im Jahr 1960:
| Nr.                                  | Name (Lebensdaten)                           | Porträt                    | Amtszeit                   |
| Republik Kongo (1960–1971)           | Republik Kongo (1960–1971)                   | Republik Kongo (1960–1971) | Republik Kongo (1960–1971) |
| ------------------------------------ | -------------------------------------------- | -------------------------- | -------------------------- |
| 1                                    | Justin Bomboko (1928–2014)                   |                            | 1960–1963                  |
| 2                                    | Auguste Mabika-Kalanda (1932–1995)           |                            | 1963                       |
| 3                                    | Cyrille Adoula (1921–1978)                   |                            | 1963–1964                  |
| 4                                    | Moïse Tschombé (1919–1969)                   |                            | 1964–1965                  |
|                                      | Thomas Kanza (1934–2004)                     |                            | 1964–1965                  |
| 5                                    | Cléophas Kamitatu (1931–2008)                |                            | 1965                       |
| (1)                                  | Justin Marie Bomboko (1928–2014)             |                            | 1965–1969                  |
| (3)                                  | Cyrille Adoula (1921–1978)                   |                            | 1969–1970                  |
| 6                                    | Mario-Philippe Losembe (* 1933)              |                            | 1970–1971                  |
| Zaire (1971–1997)                    |                                              |                            |                            |
| (6)                                  | Mario-Philippe Losembe (* 1933)              |                            | 1971–1972                  |
| 7                                    | Jean Nguza Karl-I-Bond (1938–2003)           |                            | 1972–1974                  |
| 8                                    | Umba di Lutete (* 1939)                      |                            | 1974–1975                  |
| 9                                    | Mandungu Bula Nyati (1935–2000)              |                            | 1975–1976                  |
| (7)                                  | Jean Nguza Karl-I-Bond (1938–2003)           |                            | 1976–1977                  |
| (8)                                  | Umba di Lutete (* 1939)                      |                            | 1977–1979                  |
| (7)                                  | Jean Nguza Karl-I-Bond (* 1939)              |                            | 1979–1980                  |
| 10                                   | Inonga Lokongo L'Ome (1939–1991)             |                            | 1980–1981                  |
| (1)                                  | Justin Bomboko (1928–2014)                   |                            | 1981                       |
| 11                                   | Yoka Mangono (1939–1995)                     |                            | 1981–1982                  |
| 12                                   | Gérard Kamanda wa Kamanda (1940–2016)        |                            | 1982–1983                  |
| (8)                                  | Umba di Lutete (* 1939)                      |                            | 1983–1985                  |
| 13                                   | Edouard Mokolo wa Mpombo (* 1944)            |                            | 1985–1986                  |
| (9)                                  | Mandungu Bula Nyati (1935–2000)              |                            | 1986                       |
| 14                                   | Kengo Wa Dondo (* 1935)                      |                            | 1986–1987                  |
| 15                                   | Ekila Liyonda (1948–2006)                    |                            | 1987–1988                  |
| (7)                                  | Jean Nguza Karl-I-Bond (* 1939)              |                            | 1988–1990                  |
| 16                                   | Mushobekwa Kalimba wa Katana (1943–2004)     |                            | 1990–1991                  |
| (10)                                 | Inonga Lokongo L'Ome (1939–1991)             |                            | 1991                       |
| 17                                   | Ipoto Eyebu Bakand'Asi (* 1933)              |                            | 1991                       |
| 18                                   | Buketi Bukayi                                |                            | 1991                       |
| 19                                   | Bagbeni Adeito Nzengeya (* 1941)             |                            | 1991–1992                  |
| 20                                   | Pierre Lumbi (1950–2020)                     |                            | 1992–1993                  |
| 21                                   | Mpinga Kasenda (1937–1994)                   |                            | 1993–1994                  |
| 22                                   | Lunda Bululu (* 1942)                        |                            | 1994–1995                  |
| (12)                                 | Gérard Kamanda wa Kamanda (1940–2016)        |                            | 1995–1996                  |
| 23                                   | Jean-Marie Kititwa (1929–2000)               |                            | 1996                       |
| (12)                                 | Gérard Kamanda wa Kamanda (1940–2016)        |                            | 1996–1997                  |
| Demokratische Republik Kongo (1997–) |                                              |                            |                            |
| 24                                   | Bizima Karaha (* 1968)                       |                            | 1997–1998                  |
| 25                                   | Jean-Charles Okoto (* 1955)                  |                            | 1998–1999                  |
| 26                                   | Abdoulaye Yerodia Ndombasi (1933–2019)       |                            | 1999–2000                  |
| 27                                   | Léonard She Okitundu (* 1946)                |                            | 2000–2003                  |
| 28                                   | Antoine Ghonda (* 1965)                      |                            | 2003–2004                  |
| 29                                   | Raymond Ramazani Baya (1943–2019)            |                            | 2004–2007                  |
| 30                                   | Antipas Mbusa (* 1959)                       |                            | 2007–2008                  |
| 31                                   | Alexis Thambwe Mwamba (* 1943)               |                            | 2008–2012                  |
| 32                                   | Raymond Tshibanda (* 1950)                   |                            | 2012–2016                  |
| (27)                                 | Léonard She Okitundu (* 1946)                |                            | 2016–2019                  |
| —                                    | Alexis Thambwe Mwamba (* 1943) interimsweise |                            | 2019                       |
| —                                    | Franck Mwe di Malila (* 1968) interimsweise  |                            | 2019                       |
| 33                                   | Marie Tumba Nzeza (* 1950)                   |                            | 2019–2021                  |
| 34                                   | Christophe Lutundula (* 1952)                |                            | 2021–2024                  |
| 35                                   | Thérèse Kayikwamba Wagner (* 1983)           |                            | 2024–                      |